# Bükkszék, Heves
Bükkszék  este un sat în districtul Pétervására, județul Heves, Ungaria, având o populație de 770 de locuitori (2011). 

## Demografie
Componența etnică a satului Bükkszék
     Maghiari (97,15%)
     Germani (1,35%)
     Romi (1,05%)
     Necunoscut (0,45%)
     Alții (0,45%)
Componența confesională a satului Bükkszék
     Romano-catolici (69,74%)
     Fără religie (4,68%)
     Reformați (2,99%)
     Necunoscută (22,08%)
     Atei (0,52%)
     Alte religii (0,52%)
Conform recensământului din 2011, satul Bükkszék avea 770 de locuitori. Din punct de vedere etnic, majoritatea locuitorilor (97,15%) erau maghiari, existând și minorități de germani (1,35%) și romi (1,05%). Apartenența etnică nu este cunoscută în cazul a 0,45% din locuitori.  Din punct de vedere confesional, majoritatea locuitorilor (69,74%) erau romano-catolici, existând și minorități de persoane fără religie (4,68%) și reformați (2,99%). Pentru 22,08% din locuitori nu este cunoscută apartenența confesională.